# Perranarworthal
Perranarworthal – wieś w Anglii, w Kornwalii. Leży 32 km na wschód od miasta Penzance i 380 km na zachód od Londynu.